# Södra Ewaso Ng'iro
Södra Ewaso Ng'iro är en flod i Kenya som ingår i Kenyas sjösystem. Floden spelar en viktig roll i ekologin kring Natronsjön, som är en viktig häckningsplats för den mindre flamingon. Förändringar i användningen av marken kring floden och kärren som ligger i anslutning till flodens mynning i Natronsjön kan vara ett hot mot den mindre flamingon.